# Kill Boksoon
Kill Boksoon (길복순?, Gil Bok-sunLR) è un film sudcoreano del 2023 diretto da Byun Sung-hyun.

## Trama
Gil Bok-Soon (Jeon Do-yeon) è un killer a contratto che lavora per MK Ent. Molto apprezzata dai suoi coetanei, ha una percentuale di successo del 100% ed è uno dei pochi assassini classificati "A" dalla sua compagnia. È anche una madre single di Jae-yeong (Kim Si-a), un'adolescente closeted  che studia in una prestigiosa scuola privata. MK Ent. è gestito da Cha Min-Kyu (Sol Kyung-gu), un killer potente ed esperto, che ha molto rispetto per Bok-Soon; e dalla sorella minore, Cha Min-Hee (Esom), che la disprezza. Bok-Soon è sessualmente coinvolta con un collega, Han Hee-Sung (Koo Kyo-hwan) - un abile killer, il cui avanzamento di carriera è stato ostacolato per ragioni sconosciute. Poco prima che Bok-Soon rinnovi il suo contratto, le viene assegnato un lavoro delicato che non è disposta a svolgere.

## Distribuzione
Il film è stato distribuito sulla piattaforma Netflix a partire dal 31 marzo 2023.